# Ichenberg

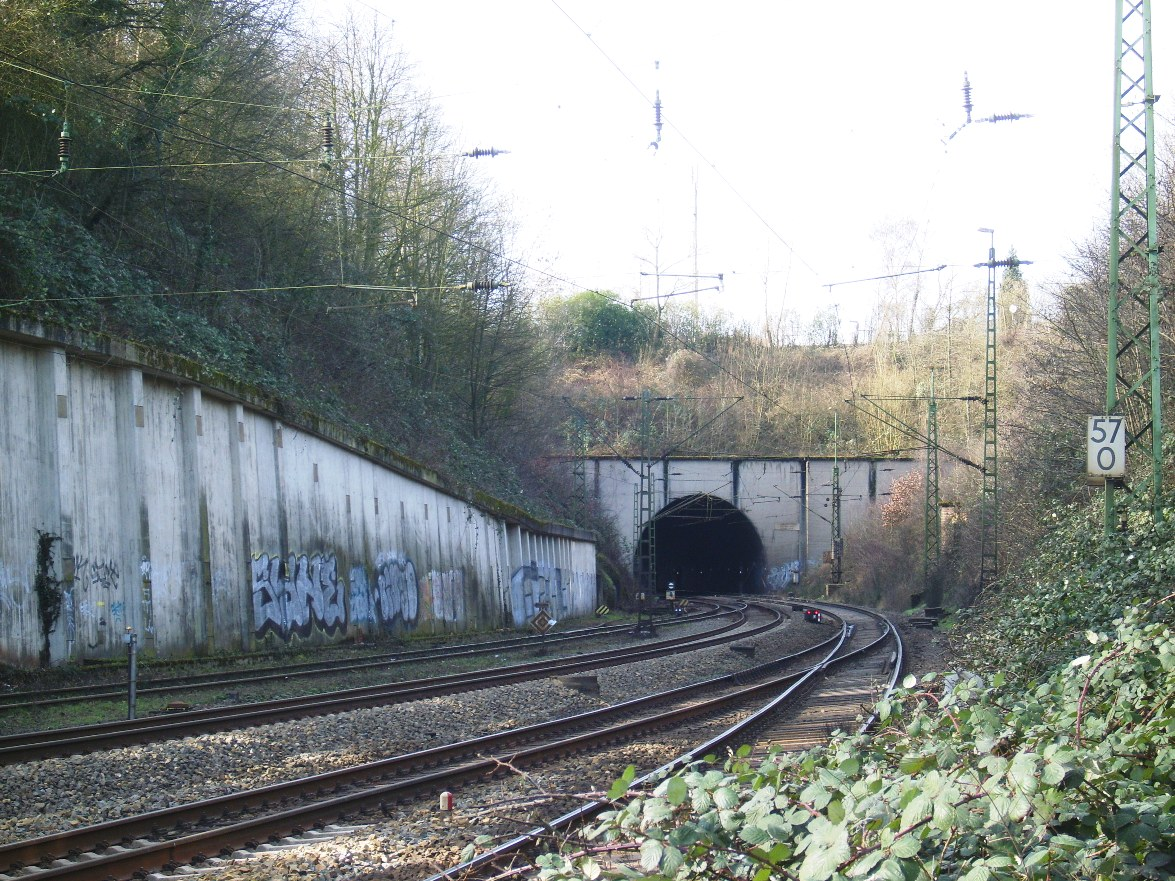
Ichenberger Tunnel vom Eschweiler Hauptbahnhof gesehen

Der Ichenberg ist ein 180 bis 190 Meter hoher Eschweiler Bergrücken zwischen Aue und Röhe. Er war bis zur Mitte des 19. Jahrhunderts weitgehend unbebaut und stand isoliert mit steilen Hängen. Ludwig Drees vermutet hier das sagenhafte Lager Aduatuca. Es gibt ferner Sagen einer Juffer vom Hohenstein. Der Name stammt von der hier wachsenden Baumart Eiche.
Nach dem Ichenberg ist das Sträßchen Ichenberg zwischen Odilienstraße und Hüttenstraße in der Nähe des Tunnels und Eschweiler Hauptbahnhof im Stadtteil Röthgen benannt.

## Hohenstein und Napoleonstein

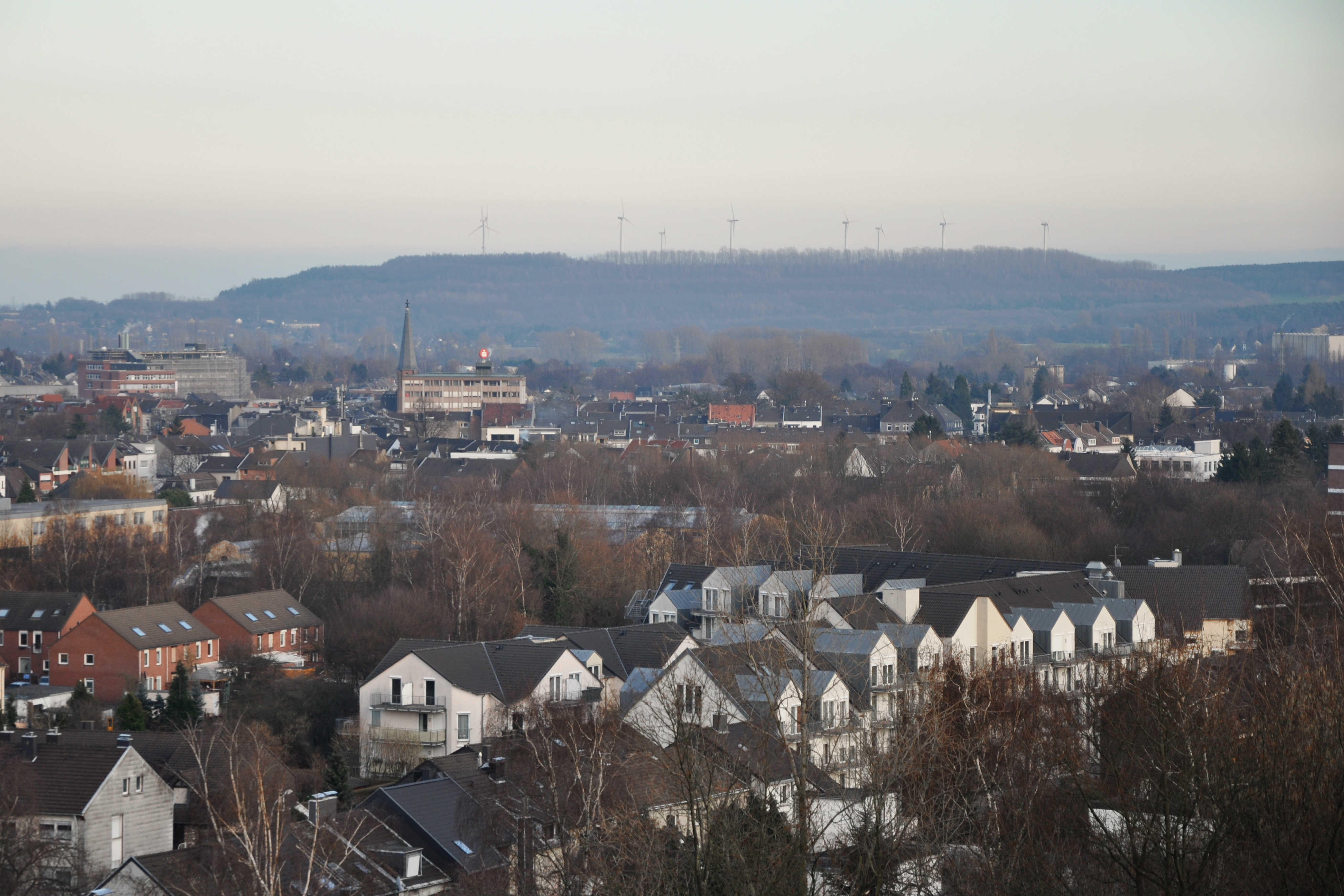
Blick vom Hohenstein auf Eschweiler und die Halde Nierchen

Die Nordspitze des Ichenbergs heißt Hohenstein oder Hoher Stein; dort befindet sich der Napoleonstein, ein dunkler Konglomeratfelsblock. Die Sage, Napoléon Bonaparte habe die Schlacht bei Aldenhoven im Jahre 1793 von diesem Fels herab geleitet, entbehrt jedes wahren Kerns, allein schon, weil der Höhenrücken, auf welchem Röhe liegt, die Sicht auf Aldenhoven versperrt.

## Ichenberger Tunnel
Der Ichenberger Tunnel liegt an der Schnellfahrstrecke Köln–Aachen etwa 100 m westlich vom Eschweiler Hauptbahnhof bei Streckenkilometer 57,2 und ist 95 m lang. Während des Zweiten Weltkriegs wurde er am 21. November 1944 zusammen mit den Eisenbahnbrücken Sticher Berg und Dreibogenbrücke gesprengt. Die Reparatur durch amerikanische Pioniere war am 7. März 1945 beendet. Im August 1962 wurde er auf einer Länge von 255 m wegen der Elektrifizierung der Strecke aufgeschlitzt und eine neue Tunnelröhre gebaut.

## Landesstraße 238n
Der zweite Bauabschnitt der Umgehungsstraße L238n führt mit einer Steigung von 4 % über den Ichenberg. Dazu wurde westlich des Hohen Steins ein Einschnitt erstellt. Zur Querung der Schnellfahrstrecke Köln–Aachen wird der Ichenberger Tunnel mitbenutzt. Der erste Spatenstich erfolgte am 21. April 2010; die Eröffnung fand am 19. Mai 2014 statt.

## Grube Ichenberg
Im 19. Jahrhundert gab es am Ichenberg die Grube Ichenberg. 1824 erwirbt sie Christine Englerth, und 1825 wird sie geschlossen.

## Ichenberger Mühle
Die Ichenberger Mühle wird im 16. Jahrhundert von Mattheis Peltzer aus Aachen gegründet. 1824 wird in der Mühle die Walkerei Löwenich von Peter Jakob von Löwenich aus Burtscheid gegründet. Zu ihr gehören ferner zwei Kupfermühlen, eine Drahtzieherei und eine Nadelfabrik. Sie stellt am 30. Januar 1847 den Betrieb ein und schließt sich mit der Stoltenhoffmühle zusammen, woraufhin beide Mühlen nur noch Getreidemühlen sind. Seit 1877 firmieren sie als Aktiengesellschaft Eschweiler Mühlen AG. Am 2. Januar 1927 vernichtet ein Großbrand die Ichenberger Mühle, woraufhin sie 1930 zu Arbeiterwohnungen des Eschweiler Bergwerksvereins EBV umgebaut wird. August 1974 wird das Gebäude abgerissen. Die drei als C angeordneten Gebäude lagen am Padtkohlgraben nahe der Talbahntrasse Ecke Odilienstraße/Stoltenhoffstraße. Eine Baumgruppe und Mauerreste erinnern noch an den Gebäudekomplex.